# David Newman (Jazzmusiker)

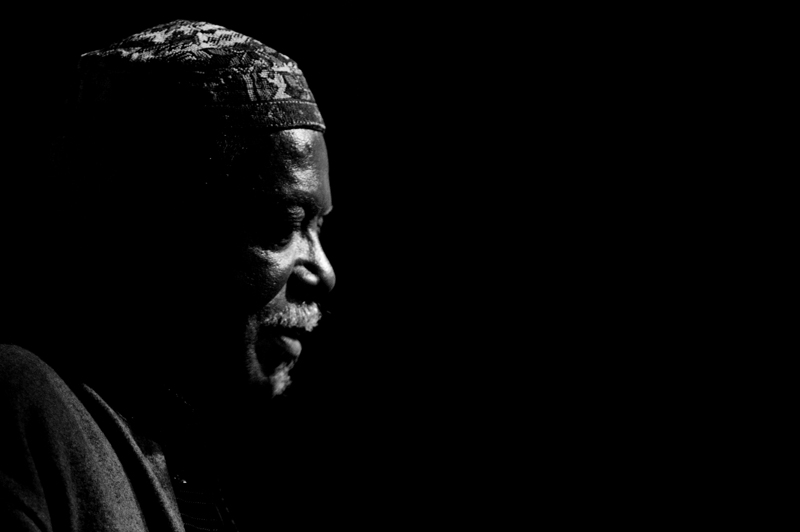
David Newman

David „Fathead“ Newman (* 24. Februar 1933 in Corsicana, Texas; † 20. Januar 2009 in Kingston, New York) war ein amerikanischer Tenorsaxophonist im Jazz- und Bluesbereich. Den Namenszusatz „Fathead“ hatte er angeblich, weil er sich leicht viele Musikstücke aneignete und auswendig beherrschte.

## Leben und Wirken
Zunächst spielte Newman nach der High School in Dallas, dann in der Gruppe von Altsaxophonist Buster Smith (wie zuvor Charlie Parker) und schloss sich danach Red Connors an. Seit 1952 war er in Rhythm-and-Blues-Bands, etwa bei T-Bone Walker und bei Lowell Fulson, tätig; ab 1954 war er ein Jahrzehnt lang bei Fulsons ehemaligem Pianisten Ray Charles engagiert. Bei Charles begann er als Baritonsaxophonist; später war er als Tenorist einer der am häufigsten eingesetzten Solisten in dessen Band. Seit den 1950ern war Newman zudem als Studiomusiker, insbesondere für Atlantic Records, häufig tätig, wenn ein hartes, treibendes Tenorsaxophon benötigt wurde; so spielte er für Aretha Franklin, B. B. King, die Average White Band, Eric Clapton, Natalie Cole, Aaron Neville und Dr. John ebenso wie in den 1960ern für King Curtis und in den 1970ern für Herbie Mann, mit dem er auch beim Montreux Jazz Festival 1972 auftrat.
Newman leitete immer wieder eigene Bands und legte seit 1959 Platten unter eigenem Namen vor, teilweise mit seinem Saxophonkollegen Hank Crawford. Er wurde aber auch von Stanley Turrentine, Red Garland, Jimmy McGriff, Blue Mitchell (1970), Roy Ayers (1971), Junior Mance (1983) und Dr. Lonnie Smith (Think!, 1969) und Boogaloo to Beck: A Tribute, 2003) zu Plattenaufnahmen eingeladen. Im Bereich des Jazz war er laut Tom Lord zwischen 1954 und 2009 an 248 Aufnahmesessions beteiligt. Für seine Arbeit mit Dr. John und Art Blakey (Bluesiana Triangle wurde er 1990 für einen Grammy nominiert.
2003 trat er beim JazzFest Berlin auf.
Newman starb am 20. Januar 2009 im Alter von 75 Jahren an den Folgen eines Pankreastumors, an dem er seit 2008 litt.

## Diskografische Hinweise
- House of David (Rhino 1952–1989)
- Lone Star Legend (1981)
- Still Hard Times (Muse, 1982; mit Hank Crawford, Larry Willis, Walter Booker, Jimmy Cobb)
- Heads Up (1987)
- Fire! Live at the Village Vanguard (1989)
- Bluesiana Triangle (1990)
- Blue Greens and Beans (1990)
- Blue Head (1990)
- Bigger And Better (1993)
- Mr. Gentle, Mr. Cool (Kokopelli, 1994; mit Jim Pugh, Ron Carter, Lewis Nash)
- Under a Woodstock Moon (1996)
- It’s Mr. Fathead (1998)
- Chillin’ (1999)
- Captain Buckles (2000)
- Davey Blue (2001)
- The Gift (2003)
- Song for the New Man (2004; mit John Hicks, Curtis Fuller, John Menegon, Jimmy Cobb)
- I Remember Brother Ray (2005)
- Cityscape (2006)